# Vlag van Chihuahua (staat)
De vlag van de staat Chihuahua bestaat uit een wit veld met een lengteverhouding van 4:7 en in het midden het wapen van Chihuahua, zo geplaatst dat het driekwart van de breedte in beslag neemt. De vlag werd officieel aangenomen op 9 maart 2023 onder leiding van Omar Bazán Flores, wat werd bepaald in de Ley del Escudo, la Bandera y el Himno.

## Geschiedenis
In oktober 2016, tijdens de viering van de verjaardag van Chihuahua als vrije en soevereine staat, ondertekende het hoofd van de uitvoerende macht van de staat, Javier Corral Jurado, de akte van certificering van het decreet dat de vlag van de entiteit creëerde, samen met de hoofden van de wetgevende en rechterlijke macht, respectievelijk Pedro Adalberto Villalobos Fragoso. Op 9 maart 2023 begint het staatscongres met de wetgeving van de wet van symbolen van de entiteit, waarin het wapen, de vlag en het volkslied worden geïdentificeerd.
| Evolutie van de vlag van Chihuahua |            |                                                             |
| Periode                            | Staatsvlag | Beschrijving                                                |
| 2023-heden                         |            | ? (4:7) De vlag is officieel goedgekeurd als staatssymbool. |

## Overige vlaggen

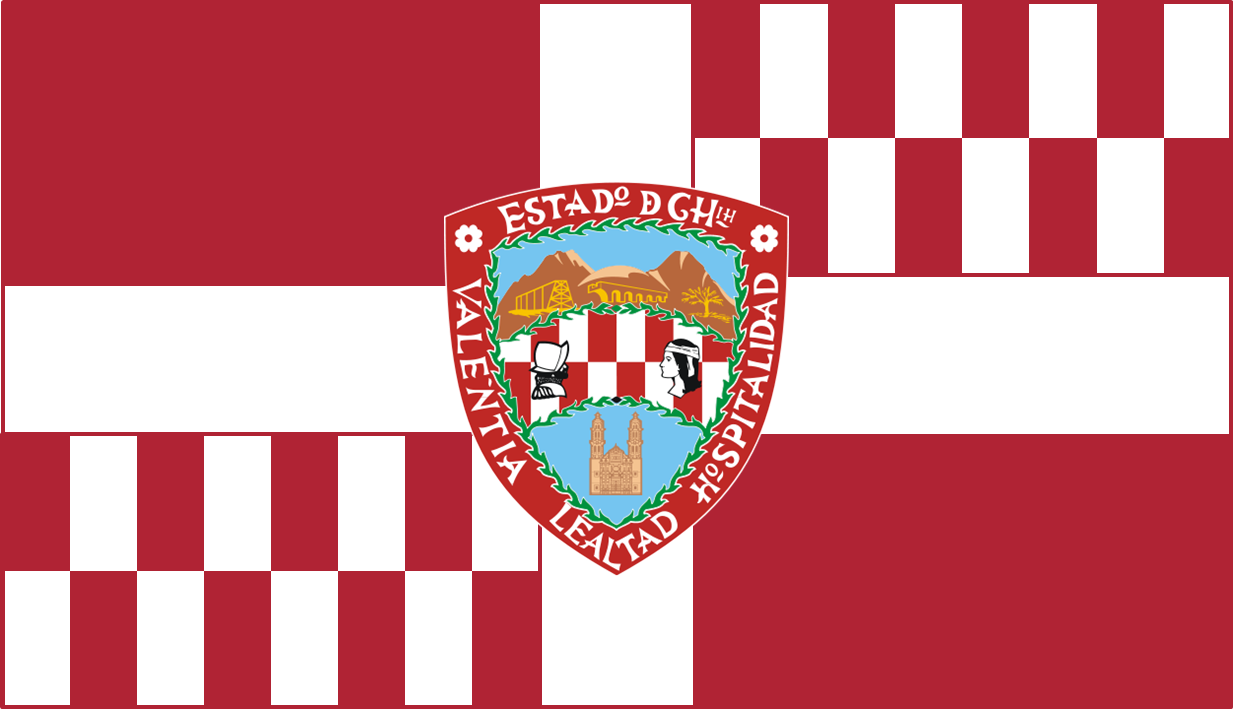
Civiele vlag van Chihuahua.

De vlag van Rarámuri.

De ontwerper van de eerste civiele vlag van Chihuahua is Daniel Martínez Miranda, een inwoner van Chihuahua die de rode en witte kleuren van het staatswapen overnam. Deze vlag maakt nu deel uit van de identiteit van Chihuahua en wordt door congreslid Edgar Piñón Domínguez voorgesteld als staatsvlag.
Er is ook de vlag van het Tarahumara-volk, die de rode en witte kleuren van de staat aanneemt, maar de symboliek zit in het borduurwerk van de traditionele kledij, een grijze rambora met een kruis en de zon als symbolen van de godheden van deze etnische groep van de staat Chihuahua.

### Kleuren
De exacte officiële kleuren van de vlag zijn nog niet vastgelegd in de wetten van de regering van Chihuahua, maar de volgende Pantone wordt gebruikt. Er worden benaderende equivalenten in andere kleursystemen gegeven:
| Kleursysteem | Wit | Wit         | Rood | Rood       |
| ------------ | --- | ----------- | ---- | ---------- |
| Pantone      |     | Safe        |      | 186c       |
| RGB          |     | 255-255-255 |      |            |
| CMYK         |     | 0-0-0-0-0   |      | 0-92-82-19 |
| HTML         |     | FFFFFF      |      | CE1126     |

## Vlaggen van gemeenten

Vlag van Chihuahua (stad)